# ماري بينيسوفا
ماري بينيسوفا (من مواليد 17 أبريل 1948) سياسية ومحامية تشيكية، تولت وزارة العدل في عهد رئيس الوزراء أندريه بابيش. شغلت هذا المنصب سابقًا بين عامي 2013 و2014 كجزء من حكومة جيري روسنوك.